# Kai Gullmar
Kai Gullmar, pseudonym för Gurli Maria Bergström, född 2 april 1905 i Sundsvall, död 25 mars 1982 i Stockholm, var en svensk schlagerkompositör, sångare och skådespelare. Under perioden 1930—1965 skrev hon ungefär 500 ofta trallvänliga melodier, av vilka många kom att bli så kallade örhängen. Hon var pionjär som kvinnlig schlagerkompositör och skrev låtar som "Med dig i mina armar", "Swing it, magistern!" och "Jag har en liten melodi". Hon medverkade ofta i radio, ofta tillsammans med Pim-Pim Falk som Kai och Len. Hon sjöng in flera av sina melodier på skiva, medverkade i revyer och turnerade i folkparkerna. Hon skrev också musik till 47 svenska filmer.
Gullmars gick ofta klädd i manskläder och levde öppet som homosexuell, trots dåtidens kriminalisering av samkönade relationer. Hon var del av en begynnande queergemenskap i Stockholm, där även namn som Ulla Billquist och Zarah Leander ingick.

## Biografi

### Uppväxt, studier och tidiga vuxenår
Kai Gullmar föddes som Gurli Maria Bergström och växte upp i centrala Sundsvall. Hon och yngre systern Karin (1914–1987) var barn till Carl (1871–1935) och Lydia (1878–1954, född Lax) Bergström. Fadern (med smeknamnet Kol-Calle) arbetade på Sundsvalls kolimport, medan modern hade en kaférörelse – Lydia Lax café – i huset där de bodde. Hon lärde sig tidigt att spela munspel liksom dragspel och senare piano.
I Sundsvall förekom årligen en Barnens Dag-revy. I denna gjorde Bergström debut som tolvåring – sannolikt på hotell Knaust – där hon ingick i munspelsorkestern. Senare blev hon revyns primadonna och kallade sig "Gulli Charmados". Ett år, berättar hon i Bengt Haslums bok Jag har en liten melodi från 1982, sjöng hon en kuplett av Ernst Rolf, och ett annat år försökte hon imitera Karl Gerhard — dåtida giganter inom underhållningsbranschen.
Föräldrarnas plan var att dottern skulle arbeta i faderns firma. Efter examen vid Sundsvalls flickskola skickades hon hösten 1924 till London för att utbilda sig i skilda ämnen. Här besökte hon teatrar och dansställen – inklusive Savoy Hotel – och blev stor vän av modern engelsk och amerikansk musik. När hon sommaren 1925 kom hem komponerade hon sin första melodi, som dock inte finns bevarad. Därefter blev det arbete på faderns kontor under tre års tid. Hon närde dock en stark längtan att få flytta till Stockholm. Efter ihärdigt tjat gav föräldrarna med sig.

### Flytt till Stockholm
Den svenska nöjesvärlden dominerades vid denna tid av ”revykungen” Ernst Rolf. I den grammofonaffär i Stockholm där hon fick anställning träffade Kai Gullmar många kunder som ville lyssna på och köpa hans skivor. Hon drömde om att få medverka i en av hans uppsättningar. När han våren 1929 förberedde sin första revy på Chinateatern tog hon mod till sig och kontaktade honom. Hon bad att få provsjunga och hon kom att bli antagen. Några veckor efter hennes debut besökte föräldrarna Stockholm. De kom till teatern, såg och ogillade revyn och deklarerade samfällt att hon omedelbart skulle följa med hem till Sundsvall.
Vistelsen i hemstaden blev inte långvarig. Efter ett halvår lyckades Bergström utverka föräldrarnas medgivande att hon än en gång skulle få flytta till Stockholm. Hon fick bland annat anställning som biträde på grammofonavdelningen i Lundholms pianomagasin. En ödets nyck blev avgörande för fortsättningen där operadirigenten Nils Grevellius kom att inta en central roll. Affären hade en högtalare ut mot gatan, och ibland roade sig Bergström med att själv sjunga så det hördes ut på trottoaren. En dag passerade operadirigenten, tillika orkesterchefen på skivbolaget His Master's Voice (Husbondens Röst) Nils Grevillius. Han gick in i butiken och frågade vem det var som sjöng så bra och övertygade den unga expediten att provsjunga på grammofonbolaget. På Grevillius' initiativ fick hon spela in en skiva med hans melodier och hans orkester. I anslutning härtill föddes artistnamnet Kai Gullmar, där hon valde förnamnet medan inspelningschefen Vera Åkerman försåg henne med Gullmar – efter Gurli Maria.

### Tidig karriär
Kai Gullmars första skiva spelades in i februari 1931. På nästa skiva tre månader senare sjöng hon den egna kompositionen "Kan du inte sjunga – så vissla!", där hon även svarade för texten. Men i framtiden skulle hon i stort sett uteslutande komponera musik till andras texter. Bland annat samarbetade hon mycket med textförfattaren Gus Morris, Gustaf Wahlenius, som försåg Gullmar med över hundra låttexter.
I sitt uteliv träffade Gullmar många personer från musik- och teatervärlden. En av dessa var en jazzintresserad flygingenjör vid namn Lennart ”Pim-Pim” Falk. De båda bildade en sångduo, ”Kai och Len”, med amerikanska schlagers som specialitet. De kom, under 1930-talet, att spela in flera skivor. De fick också framträda i radio. Radiodebuten blev lyckad och ledde fortsättningsvis till ett stort antal program med rubriken En halvtimme med Kai och Len.
Kai Gullmar var den första kvinnan i Sverige som komponerade populärmusik. Ett säreget drag var också att hon skrev musiken till en låt efter det att hon granskat texten. Så var nästan undantagslöst fallet vid samarbetet med Gus Morris. Detsamma gällde hennes första verkligt stora schlager där texten skrivits av Fritz Gustaf, pseudonym för Fritz-Gustaf Sundelöf. Melodin ifråga var valsen ”En natt på Ancora Bar”, med text av Fritz-Gustaf, pseudonym för Fritz Gustaf Sundelöf. Den sjöngs då in av vissångerskan Karin Juel, som schlagerdebuterade med den låten.
Kai Gullmars flitiga deltagande i Stockholms nattliv skapade relationer vilka gynnade hennes ambitioner att skriva musik för revyer. Den relativt sett lilla Blancheteatern, där signaturerna Kar de Mumma och Karl-Ewert svarade för merparten av textmaterialet, kom att bli en viktig avnämare för henne vid 1930-talets mitt. I sin nyårsrevy från 1937 hade Karl Gerhard för första gången låtit Kai Gullmar sätta musik till ett par kupletter. Hennes mest kända komposition till text av Karl Gerhard daterar sig till 1942. Den hette ”Vart tar alla vackra flickor vägen?”
En annan av Gullmars samarbetspartners var Gustav Wally. Han tillhörde finansfamiljen Wallenberg men var mera intresserad av revy än företagsekonomi. När han 1939 etablerade sig som chef för Södra teatern i Stockholm upprättade han en nära kontakt med Gullmar. Vid sin första revy detta år sjöng han bland annat hennes komposition ”Jag har en liten melodi”. Den gjorde stor succé. En verklig framgång rönte också ”En viol, monsieur”, som framfördes vid höstens revy samma år. Gustav Wally återkom nästan årligen fram till 1947 med en revy, och Gullmar tillhörde alltid medarbetarna.
När ljudfilmen gjorde entré under 1930-talets gång, blev film naturligt nog ett viktigt område för vissa kompositörer, något som definitivt kom att gälla Kai Gullmar. Hennes egentliga debut ägde rum under 1930-talets andra hälft, i två filmer med Sigurd Wallén och tre med Adolf Jahr i huvudrollerna. I filmen Melodin från Gamla stan svarade Harry Brandelius för flera låtar av Gullmar. En av dessa blev en verklig storschlager, nämligen ”Solen lyser även på liten stuga”. En annan melodi, utan anknytning till film, presenterade duon Gullmar-Morris för Harry Brandelius 1940. Det var ”Ungmön från Käringön”. Hans insjungning av denna visa blev genast mycket populär och kom att bli ett stående inslag i hans repertoar livet ut.

### Senare framgångar

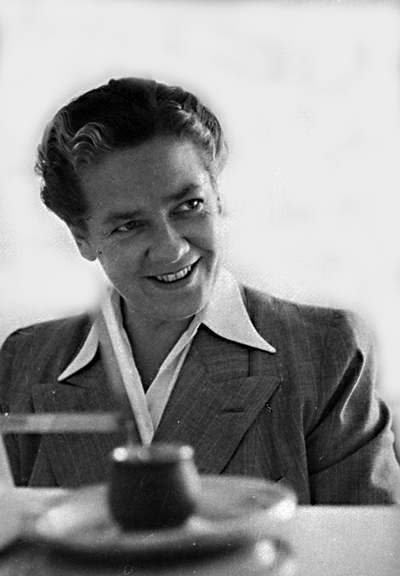
Kai Gullmar, 1935.

På 1930- och 40-talen hade Kai Gullmar stora framgångar då hon samarbetade och umgicks med landets ledande artister och revymakare som Karl Gerhard och Gustaf Wally. Hennes sånger kom att spelas in av Sveriges populäraste artister som Sven-Olof Sandberg, Ulla Billquist, Marguerite Viby, Alice Babs, Edvard Persson, Zarah Leander, Harry Brandelius, Adolf Jahr, Sickan Carlsson, Brita Borg och många fler. Bland hennes mest kända kompositioner finns "Jag har en liten melodi" (1939), "Swing it, magistern" och "Med dej i mina armar" (båda 1940).
Kai Gullmars dominans inom filmmusik fortsatte under 1940-talet. År 1940 regisserade den unge Hasse Ekman ett eget manus med titeln Med dej i mina armar. Filmens huvudmelodi gavs samma namn. Gullmar svarade för musiken och Hasse Ekman själv för texten. Strax före jul 1940 var det debut för filmen Swing it, magistern! med den då 16-åriga Alice Babs i huvudrollen. Även här var det paret Gullmar-Ekman som stod bakom titellåten. Många anser att detta var Gullmars främsta komposition. Under 1940-talets senare del skapade hon åtskillig bakgrundsmusik till filmkomedier, vid flera tillfällen ihop med Sune Waldimir, orkesterledare vid Sveriges Radio. Ett sådant samarbete kom till uttryck i Soldat Bom från 1948, den första av Nils Poppes Bom-filmer. Ett annat samarbete under 1940-talet var det mellan Gullmar och textskribenten Sven Gustafsson på Europafilm, vilket resulterade i några sånger som Åke Grönberg sjöng i film och senare på skiva.
Den svenska filmproduktionen var inte stor under 1950-talet, och melodibeställningarna minskade avsevärt för Kai Gullmar. Några bidrag från henne förekom dock i Hasse Ekmans film Sjunde himlen. I två filmer om Åsa-Nisse förekom också musik av paret Gullmar-Morris med sång av Bertil Boo respektive John Elfström. Totalt förekom musik av Kai Gullmar i 47 spelfilmer.
Bengt Haslum har i sin biografi om Kai Gullmar betecknat henne som en ”mångsysslare i nöjesbranschen”. En kort översikt över ytterligare några av hennes prestationer gör denna karakteristik än tydligare. År 1948 utkom en samling barnvisor med rubriken Den stygga myggan som Kai Gullmar och Gus Morris hade skapat. Till ackompanjemang av Sven Arefeldts orkester sjöng Gullmar in några av dessa visor på skiva. En roll som estradartist intog hon i Casinorevyn från 1947 och ett par år framåt. Vid sidan av revyarbetet hjälpte hon Carl-Gustaf Lindstedt att sätta musik till sånger i en barnoperett för radio. I filmen Lattjo med Boccaccio, 1949, där Gösta Bernhard och Stig Bergendorff höll i tyglarna, agerade hon som både kokerska och abbedissa. År 1950 flyttade hon över till Scalarevyn där Nils Perne och Sven Paddock skötte det mesta. Här fick hon axla flera roller. Vid ett gästspel på en revyscen i Malmö 1952—1953 agerade hon en gammal samisk man och sjöng ”Lapp på luckan”. Säsongen 1955—1956 stod hon åter på Casinoscenen. På grundval av Gösta Rybrants texter försåg hon både 1956 och 1957 Kar de Mummas revyer på Folkan med musikaliskt material.
Kai Gullmar komponerade omkring 500 melodier. Ett hundratal av dessa sjöng hon själv in på skiva, flertalet under 1930-talet. Intressant är att hon inte nedtecknade noterna till någon av sina kompositioner. Hon kunde inte skriva noter. På frågan varför har hon i intervjuer svarat att hon var för lat för att lära sig detta. Det problemet fick andra ta hand om. Lyckligtvis skedde detta, och därigenom finns idag en majoritet av hennes melodier i nottryck.

### De sista åren
Under 1960-talet drabbades Kai Gullmar av flera olika sjukdomar. En halkolycka medförde att hon under de sista tio levnadsåren var bunden till rullstol. Humöret var likväl gott, berättas det. Hon avled 1982, 76 år gammal, och begravdes i Gustaf Adolf-kyrkan i Stockholm på sin födelsedag, den 2 april. Som postludium spelades ”Jag har en liten melodi”. Hon är gravsatt i minneslunden på Norra begravningsplatsen utanför Stockholm.

## Privatliv
Kai Gullmar förblev ogift under hela sitt liv. 1944, när kriminaliseringen av homosexualitet avskaffades i svensk lag, flyttade hon ihop med sin partner Barbro Flodqvist. Fem år senare inledde hon en ny relation, med den danska tidigare balettdansösen Rita Rosenberg (1919–1997). De levde tillsammans i Stockholm under långt mer än 20 år, och på senare år vårdades den sjukliga Kai Gullmar i hemmet av Rosenberg.
I Bengt Haslums bok Svensk populärmusik från 1982 och i Hans Olofssons praktverk Stora schlagerboken från 2005 berörs inte med ett ord Kai Gullmars val av partners. I tidningsartiklar sedan 2010-talet åren framstår däremot detta ämne som angeläget. Det utgör till och med ett centralt inslag i en pjäs som Teater Västernorrland spelade under våren 2015. I dessa sammanhang konstateras att Kai Gullmar var homosexuell och att hon inte förteg eller försökte dölja detta, trots att homosexualitet formellt var kriminaliserat i Sverige fram till 1944. Som tydliga exempel på hennes oräddhet framhålls att hon ofta klädde sig i kostym och bar slips samt hade kortklippt hår. Hon beskrivs som en förebild för många och beröms för sitt rakryggade beteende i genusfrågor.

## Betydelse och eftermäle
Som kvinnlig schlagerkompositör var Kai Gullmar en av de första i Sverige. Sammanlagt skrev hon cirka 500 schlagermelodier. 2018 blev hon invald i Swedish Music Hall of Fame.
Kai Gullmar var på sin tid ovanlig inom den svenska musikbranschen. Hon var kvinna men klädde sig ofta manligt kodat och levde relativt öppet som homosexuell. Hon sammanlevde under många år med före detta balettdansösen Rita Rosenberg.
Radiomannen Bengt Haslum skrev boken "Jag har en liten melodi" : en bok om Kai Gullmar, som utkom 1982. Den innehåller såväl en verkförteckning som en diskografi. Efter en idé av Lars Löfgren och Nils Johan Tjärnlund producerades en jubileumsutställning Swing it! Gurli Bergström blir Kai Gullmar – en kvinna i musiklivet som visades på Sundsvalls museum 2005 och på Musikmuseet i Stockholm 2006. 2015 gav Teater Västernorrland pjäsen Det finns så många sånger, av Lars T. Johansson, som bygger på Kai Gullmars liv och verk. 2023 kom en omfattande biografi, Swing it, Kai! utgiven på förlaget Romanus & Selling, av journalisten Ingela Hofsten. Även den innehåller en förteckning över Kai Gullmars verk.
En staty av Kai Gullmar skänktes av Ordenssällskapet W:6 till Sundsvalls kommun 2021. Statyn, som invigdes 6 november 2021, står i början av Storgatan och Kai Gullmar tittar mot ingången till Storgatan 6-8 där hon växte upp. Konstnären Jörgen Nilsson gjorde statyn.

## Produktioner

### Kända kompositioner
- "Blonda Charlie"
- "På Ancora bar"
- "En viol, monsieur"
- "I Heidelberg"
- "Jag har en liten melodi"
- "Med dej i mina armar"
- "Med käckhet och fräckhet"
- "Ordning på torpet"
- "På en byväg om våren"
- "Solen lyser även på liten stuga"
- "Swing it, magistern"
- "Ungmön på Käringön" (se Käringön)
- "Uti Rio, Rio de Janeiro"
- "Vart tar alla vackra flickor vägen?"
- "Permissionsvalsen"
- "Blå ögon som förgätmigej"

### Diskografi
- Kai Gullmar sjunger egna visor. LP. Cupol. CLP 98. 1973.
- Med dej i mina armar. Yngve Forssells orkester. LP. Decca SKL 5255. 1976.
- Jag har en liten melodi. Lily Berglund ; Göte Wilhelmsons orkester. LP. Goodwill.  GWLP 2038. 1980.
- Jag har en liten melodi. Vol. 1. CD. Ancha. ANC 9901-2. 1999. - Inspelningar från 1933-1949.

### Filmografi
Roller
- 1947 – Den långa vägen
- 1949 – Lattjo med Boccaccio
- 1950 – Anderssonskans Kalle
- 1951 – 91 Karlssons bravader
- 1951 – Spöke på semester
- 1957 – Enslingen Johannes
- 1961 – Åsa-Nisse bland grevar och baroner

Musik (urval)
- 1938 – Adolf klarar skivan
- 1939 – Melodin från Gamla Stan
- 1940 – Swing it magistern
- 1940 – Med dej i mina armar
- 1940 – Hennes melodi
- 1940 – Karusellen går
- 1941 – Fröken Kyrkråtta
- 1943 – En flicka för mej
- 1943 – Sonja
- 1943 – Kajan går till sjöss
- 1945 – Sussie
- 1947 – Djurgårdskvällar
- 1948 – Soldat Bom
- 1948 – Lilla Märta kommer tillbaka
- 1950 – Anderssonskans Kalle
- 1954 – Åsa-Nisse på hal is
- 1960 – Åsa-Nisse som polis

### Teater (ej komplett)
| År   | Roll        | Produktion                                                           | Regi           | Teater        |
| ---- | ----------- | -------------------------------------------------------------------- | -------------- | ------------- |
| 1947 | Medverkande | Alltid pippi, revy Stig Bergendorff och Gösta Bernhard               | Gösta Terserus | Casinoteatern |
| 1948 | Medverkande | Oh, eller Olympiska hetsen, revy Stig Bergendorff och Gösta Bernhard | Gösta Terserus | Casinoteatern |
| 1950 | Medverkande | Komik på liten gata, revy Nils Perne och Sven Paddock                | Sven Paddock   | Scalateatern  |
| 1951 | Medverkande | Vi valsar igen, revy Nils Perne och Sven Paddock                     | Sven Paddock   |               |
| 1955 | Medverkande | C:55, revy Stig Bergendorff och Gösta Bernhard                       | Gösta Bernhard | Casinoteatern |